# Rolf Magener
Rolf Magener (* 3. August 1910 in Odessa, Russisches Kaiserreich; † 5. Mai 2000 in Heidelberg) war ein deutscher Manager. Er wurde durch seine Flucht im Jahr 1944 aus dem Internierungslager Dehradun in Britisch-Indien bekannt. Später war er Finanzvorstand der BASF in Ludwigshafen am Rhein.

## Leben
Magener wurde in Odessa als Sohn einer Russin und eines deutschen Kaufmanns geboren, dem das Hotel Metropol in Moskau gehört haben soll (wie die Frankfurter Allgemeine Zeitung am 5. August 2000 in einem ausführlichen Nachruf meldete). Mit Rücksicht auf die Gesundheit der Mutter habe die Familie allerdings lange Zeiten an der Côte d’Azur verbracht. Das Abitur legte Magener in der Hermann-Lietz-Schule Schloss Bieberstein ab.
Anschließend studierte er Betriebswirtschaftslehre und wurde, wahrscheinlich im Jahr 1937, an der Universität Frankfurt am Main mit der Dissertation Industrieliquidität im Konjunkturverlauf auch in diesem Fach promoviert. Mehrere Semester seines Studiums hatte er in Exeter verbracht, weswegen er seitdem fließend Englisch sprach.
1935 trat er in die Dienste der I.G. Farben, wurde nach China geschickt und war ab 1938 in der I.G.-Farben-Vertretung in Bombay tätig. Dort wurde er bei Ausbruch des Zweiten Weltkriegs von den Briten als Enemy Alien interniert und in das Lager Dehradun am Fuß des Himalaya verbracht.
Am 29. April 1944 entkam er dem Lager mit sechs Gefährten, von denen Heinrich Harrer, Peter Aufschnaiter und Heins von Have schon mehrere erfolglose Fluchtversuche hinter sich hatten. Dieses Mal jedoch verkleideten sich Magener und Have als britische Offiziere mit Stöckchen und Bauplänen unter dem Arm. Die Übrigen waren als einheimische Arbeiter mit Turban und Arbeitsgerät getarnt. So gelang es ihnen, gemeinsam und unbehelligt aus dem Tor des Lagers zu marschieren. Während Harrer und die übrigen der nächstgelegenen Grenze zustrebten, um über Tibet zu den mit Deutschland verbündeten Japanern in China oder Burma zu gelangen, nahmen Magener und Have ihrerseits mit demselben Ziel den Zug nach Kalkutta. Mit Indien, der englischen Sprache und den britischen Eigenarten vertraut, gelang es ihnen, weder auf der Fahrt noch in Kalkutta aufzufallen, als sie sich dort einige Tage der Ruhe in Hotels und Clubs der britischen Oberschicht gönnten.
Sich als schweizerische Geschäftsreisende ausgebend, reisten sie danach per Zug und Flussdampfer weiter nach Chittagong, per Sampan nach Cox’s Bazar und von dort weiter zu Fuß. Nach mehr als einem Monat überschritten sie den Grenzfluss Naaf und erreichten bei Maungdaw im Dschungel von Mayu die Front. Eine japanische Patrouille nahm sie als Spione gefangen und übergab sie der gefürchteten Kempeitai-Militärpolizei. Nach zwei Monaten wurden sie nach Rangun gebracht und einen weiteren Monat später nach Tokio ausgeflogen, wo sie in der deutschen Botschaft unterkamen. Dort lernte Magener Doris von Behling (1911–2010) kennen, die er 1947 heiratete.
Im selben Jahr kehrte er nach Deutschland zurück und war nach kurzem Aufenthalt in einem Auffanglager zunächst bei Deutsche Commerz GmbH in Frankfurt tätig. 1954 erschien sein Buch über seine Flucht aus dem Lager Dehradun unter dem Titel Die Chance war null und noch im selben Jahr als Prisoner’s Bluff auch in England.
1955 wechselte Magener zu BASF und war für diese ab 1957 in London tätig. 1958 wurde er Direktor und leitete ab 1962 als Mitglied des Vorstands das Ressort Finanzen. 1974 ging er in den Ruhestand. Ab 1976 gehörte er dem Aufsichtsrat der BDO Deutsche Warentreuhand an und war dessen Vorsitzender von 1983 bis 1989. Außerdem gehörte er in dieser Zeit dem Vorstand der Mercedes-Automobil-Holding AG an und beriet bis zu seinem Tod das Bankhaus JP Morgan. Magener verbrachte die letzten Jahrzehnte seines Lebens als angesehener Bürger Heidelbergs.

## Schriften
- Die Chance war null; Ullstein Verlag, Wien 1954, Nachdruck: Universitätsverlag Winter, 2000, ISBN 0-85052-844-5.
- Our Chances Were Zero: The Daring Escape by Two German POW’s from India in 1942. Pen & Sword Books Ltd, o. Ort 2001, ISBN 0-85052-844-5, originally published as: Prisoner’s bluff. translation by Basil Creighton. Hart-Davis, London 1954.
- Wirtschaften im Großbetrieb, in: Die Zeit, vom 4. Juni 1965.